# Atanazy Szeptycki
Atanazy Szeptycki (pierwotnie Antoni  Szeptycki ur. 1686, zm. 12 grudnia 1746 we Lwowie) – duchowny greckokatolicki, od 1715 biskup ordynariusz lwowski, od 1729 także greckokatolicki arcybiskup kijowski.

## Życiorys
Syn miecznika bełskiego, Aleksandra Szeptyckiego. W 1703 pod wpływem swojego stryja Barlaama Szeptyckiego wstąpił do zakonu bazylianów w Uniowie, studiował teologię w kolegium jezuickim we Lwowie. Przyjął zakonne imię Atanazy. W 1713 mianowany archimandrytą uniowskim i asystentem greckokatolickiego ordynariusza lwowskiego. W 1715 wyświęcony na biskupa przez metropolitę Leona Kiszkę. Rozpoczął budowę soboru katedralnego Jura w jego obecnym kształcie. W 1717 założył bractwo katedralne. Uczestniczył w synodzie zamojskim. W 1732 doprowadził do otwarcia drukarni w Uniowie. Jako metropolita przeprowadzał latynizację świątyń i strojów duchowieństwa- duchowni mieli obcinać włosy i golić brody. Nakazał zamykanie klasztorów, które sprzeciwiały się latynizacji.